# Mihael Kritobul
Mihael Kritobul (grško starogrško Μιχαήλ Κριτόβουλος, Mihaíl Kritóboulos) ali Kritobul z Imbrosa je bil grški politik, učenjak in zgodovinar, * okoli 1410, † okoli 1470.
Znan je kot avtor zgodovine osmanskih osvajanj Vzhodnega rimskega cesarstva pod sultanom Mehmedom II. Osvajalcem. Angleški zgodovinar Steven Runciman šteje dela Mihaela Kristobula, Dukasa, Laonika Halkokondila in Georgija Sfranza za glavne grške vire za padec Konstantinopla leta 1453.

## Življenjepis
Kritobul je bil rojen kot Mihael Kritopoulos (grško Μιχαήλ Κριτόπουλος)  v družini zemljiških posestnikov na otoku Imbros. V 1450. letih je bil lokalni politični vodja otoka in igral pomembno vlogo v mirni predaji otokov Imbros, Limnos in Tasos Osmanskemu cesarstvu po dokončnem propadu Bizantinskega cesarstva.

## Delo
Napisal je Zgodovino v petih knjigah, v kateri je opisal vzpon Osmanskega cesarstva in osvajanja ostankov Bizantinskega cesarstva. Glavni del Zgodovine je biografija sultana Mehmeda II., kateremu je bilo delo posvečeno. Kritobul v svojem delu občuduje Mehmeda II. in njegove dosežke in hkrati objokuje grške izgube. Prehod oblasti z Bizantincev na osmanske Turke razlaga kot  od boga ukazan svetovni zgodovinski dogodek.
Kritobul se je pri pisanju Zgodovine zgledoval na Tukididovo Zgodovino,  in dela Jožefa Flavija, judovsko-rimskega zgodovinarja rimskega opustošenja Jeruzalema.  V Zgodovini je najbolj podroben opis prvega desetletja osmanskega vladanja v Konstantinoplu, vključno z napori, vloženimi v obnovo in ponovno naselitev mesta. Rokopis besedila hrani knjižnica rokopisov palače Topkapı v Istanbulu.

## Izdaje
- Fragmenta Historicorum Graecorum, vol. 5, 1873.
- Diether R. Reinsch (urednik). Critobuli Imbriotae historiae. (Corpus Fontium Historiae Byzantinae 22). Berlin: de Gruyter, 1983.
- Diether R. Reinsch, Photini Kolovou (urednik in prevajalec). Κριτοβούλου του Ιμβρίου Ιστορία. Atene: Kanaki, 2005.
- Charles T. Rigg (urednik in prevajalec). History of Mehmed the Conqueror. Princeton: Princeton UP, 1954.